# Правоведение (журнал)
«Правове́дение» — рецензируемый юридический научный журнал, издающийся с 1957 года Санкт-Петербургским государственным университетом (до 1991 года — Ленинградский государственный университет) в серии «Известия высших учебных заведений».
Включен в систему Российского индекса научного цитирования (РИНЦ) и список изданий, рекомендуемых Высшей аттестационной комиссией России (ВАК) для опубликования основных научных результатов диссертации на соискание учёной степени кандидата и доктора наук по группе специальностей 12.00.00 — юридические науки.
До распада СССР, когда количество юридических журналов стало увеличиваться в десятки раз и появился список ВАК, в юридической и справочной литературе упоминался среди исчисляемых единицами основных юридических журналов РСФСР и СССР (союзного уровня) и вторым после «Советского государства и права» в паре юридических журналов, определяемых как ведущие или научно-теоретические.
С 2018 года из наименования журнала «Известия высших учебных заведений. Правоведение» исключено название серии. В ссылках на размещённые в журнале публикации, приводимых в юридической литературе, наименование серии и ранее могло опускаться, либо сокращалось до «Изв. вузов».

## История

### Создание журнала
К середине 1950-х годов советские юристы длительное время ощущали потребность в периодических изданиях по праву, «Советское государство и право» был единственным научно-теоретическим юридическим журналом в СССР (союзного уровня) и РСФСР, его портфель был забит до отказа и пробиться на его страницы учёным из провинции, особенно молодым, было непросто.
На XX съезде КПСС (14—25 февраля 1956 года), знаменитом развенчанием культа личности Сталина и осуждением массовых политических репрессий, на волне выступлений за возрождение «социалистической» законности досталось и учёным-правоведам. Юристов упрекали за нерасторопность в систематизировании законодательства, за «недопустимое отставание советской правовой науки от потребностей жизни».
На обсуждениях итогов XX съезда вопрос о необходимости учреждения новых юридических журналов был поднят сразу же после его проведения. 18—21 февраля 1957 года состоялось совещание руководителей вузов, подчинённых Министерству высшего образования СССР, на котором было одобрено предложение о выпуске периодических межвузовских изданий «Научные доклады высшей школы» по 13 отраслям и «Известия высших учебных заведений Министерства высшего образования СССР» по 20 отраслям науки и техники. В соответствии с решением «директивных» органов и приказом Минвуза СССР № 787 от 31 июля 1957 года издание журнала «Известия высших учебных заведений. Правоведение» было организовано при Ленинградском государственном университете.
Первый номер вышел в конце 1957 года. Его тираж составил около 2000 экземпляров, при этом, по мнению рецензента, журнал мог бы рассчитывать на большее количество. Начало выхода журнала стало значительным событием в жизни советской юридической общественности и важным фактором в дальнейшем развитии юридической науки. В журнале со времени его выхода стали принимать участие ведущие учёные-юристы Советского Союза, молодые учёные, а также аспиранты. Журнал публиковал работы авторов из всех университетских центров и различных городов СССР. Участие в журнале принимали и учёные-юристы европейских социалистических стран.

### Советский период
В 1963 году первый главный редактор издания М. Д. Шаргородский был снят с должности, а также смещён с поста заведующего кафедрой юрфака ЛГУ и подвергнут партийному взысканию. В вину учёному при этом вменялось то, что он в докладе на научной конференции, проводившейся на юридическом факультете в 1963 году, говорил о юридическом нигилизме, наносящем большой вред развитию юридической науки, а указ Президиума Верховного совета РСФСР «Об усилении ответственности за скармливание скоту и птице хлеба и других хлебопродуктов, скупленных в государственных и кооперативных магазинах» от 6 мая 1963 года охарактеризовал как противоречащий объективным закономерностям общественного развития. Другие идеологические ошибки профессора были усмотрены в его словах: «Подлинная наука начинается там, где она говорит закону (практике) нет» и иных высказываниях. Ю. К. Толстой приводит иную причину опалы: на конференции М. Д. Шаргородский критиковал Верховный суд СССР за то, что он вместо правоприменения часто становится на путь нормотворчества. Участвовавший на конференции американский профессор права Липсон в прениях с удовлетворением отметил «сближение позиций американских и советских юристов по идеологическим вопросам». Это повлекло не только наказание учёного, но и серьёзные ограничения в деятельности факультета.
Преемником М. Д. Шаргородского на посту главного редактора стал Н. С. Алексеев, который сумел вывести журнал из-под огня. Доктор юридических наук, профессор Н. С. Алексеев замещал должность главного редактора более 25 лет. Под его руководством репутация издания значительно возросла, опубликоваться в нём стало честью не только для начинающих научных работников, но и для авторитетных учёных. В решении коллегии Минвуза СССР от 9 июня 1977 года «О работе журнала „Известия высших учебных заведений“, раздел „Правоведение“» отмечалось, что журнал прочно занял положение одного из ведущих научно-теоретических изданий в области юридической науки. Среди читателей издания были не только научные работники. Согласно результатам исследований Н. Я. Соколова, проведённым на примере Ставропольского края и опубликованным в 1988 году, на фоне в целом редкого обращения практикующих юристов к теоретическим журналам около 10 % практиков часто пользовались «Правоведением», а 3 % — выписывали его.

### Критика
В советский период истории журнала критики, в целом высоко оценивая редакционную политику, отмечали те или иные недостатки в деятельности издания, сравнивая его, главным образом, с журналом «Советское государство и право». Так, в 1977 году с непременной риторикой о политике партии и правительства отмечались недоработки в текущем планировании, в связи с чем подборка статей в отдельных номерах носила случайный характер, и слабое поддержание связей с вновь образованными юридическими факультетами; недостаточное количество публикаций по земельно-колхозному и природоохранному праву, трудовому, семейному праву, истории государства и права. В 1983 году в качестве общего недостатка журналов «Правоведение» и «Советское государство и право» в области научной критики отмечалось преобладание аннотационной формы обзоров и рецензий на государственно-правовую литературу, практическое исчезновение со страниц журналов отрицательных рецензий, низкую оперативность рецензирования, эпизодичность рецензирования иностранной юридической литературы и др. В качестве положительной характеристики отмечалась, на этот раз, относительно бо́льшая полнота рецензирования в «Правоведении» историко-правовой литературы.

### Тиражи, периодичность
С 1500 экземпляров в 1958 году́ к 1981 го́ду тираж журнала достиг 7600 экземпляров. В 1958—1966 годах выходило по 4 номера, в 1967—1993 и с 2000 года — по 6 номеров в год. В 1994—1995 годах вышло по 5 номеров (1994. № 1, 2, 3, 4, 5/6; 1995. № 1, 2, 3, 4/5, 6), а в 1996—1999 — по 4 номера в год, что было связано с финансовыми трудностями.

## Тематика
Сегодня (2017) журнал позиционирует себя как научно-теоретическое издание, посвященное фундаментальным теоретическим проблемам юридической науки и практики, имеющее межотраслевой и междисциплинарный характер. На его Интернет-сайте сообщается, что в «Правоведении» публикуются статьи, отвечающие требованиям научной новизны и актуальности, характеризующиеся академическим подходом к научному исследованию и изложению его результатов. Отражая последние тенденции развития современной юридической науки, журнал публикует на своих страницах также классические исследования выдающихся российских и зарубежных учёных-правоведов, диссертационные обзоры.
Журнал публикует научные статьи, сообщения, обзоры и рецензии в области методологических проблем правоведения, актуальных вопросов теории права, теоретических проблем системы права и всех отраслей российского и зарубежного права, информацию о научной жизни юридических вузов и исследовательских учреждений. «Правоведение» уделяет внимание проблемам совершенствования юридического образования, обсуждению учебников. В нём освещается юридическое образование за рубежом. Журнал информирует читателей о различных конференциях, семинарах, систематически даёт персоналии учёных-юристов. Особенно широко даются рецензии на выходящие в свет учебники и курсы по отдельным отраслям права. «Правоведение» публикует статьи иностранных учёных-юристов.
Среди приоритетов в тематике журналов «Правоведение» и «Государство и право» в литературе отмечались пики интереса к теме демократизации общества в 1992—1994 годах; в 1996—1998 годах — к теме прав человека, проблематике меньшинств, миграции и религии (тогда число публикаций по этим темам увеличилось вдвое); к горячим точкам и развитию юридической науки — в 1994 и 1998 годах; терроризму — в 1998—2001 годах. При этом в материалах «Правоведения», относящихся к межнациональным конфликтам, в ряде случаев отмечается переход к контексту судеб конкретных людей, что определяет более выраженную эмоциональную насыщенность публикаций, а также — довольно резкая критика российских политиков по разрешению ситуации в Чечне.

## Редакционная коллегия
Главные редакторы журнала:
- М. Д. Шаргородский (1957—1963);
- Н. С. Алексеев (1963—1990);
- В. С. Прохоров (1990—1995);
- И. Ю. Козлихин (1995—2002);
- Е. Б. Хохлов (2002—2008);
- А. В. Ильин (2008—2011);
- А. В. Поляков (2011—2017);
- С. А. Белов (2018 — наст. время).

В первую редколлегию журнала в 1957 году вошли Н. Г. Александров (Москва), Н. С. Алексеев (Ленинград), академик А. В. Венедиктов (Ленинград), С. И. Вильнянский (Харьков), Д. С. Карев (Москва), Г. И. Петров (Ленинград), В. А. Познанский (Саратов), В. Г. Смирнов (заместитель главного редактора, Ленинград), К. С. Юдельсон (Свердловск).
В дальнейшем состав редакционной коллегии неоднократно изменялся. В различное время в редколлегию журнала входили члены-корреспонденты Академии наук С. С. Алексеев, Д. А. Керимов и П. Е. Орловский, академик АН Таджикской ССР С. А. Раджабов, члены-корреспонденты академий наук Грузинской ССР Т. В. Церетели и Украинской ССР П. Е. Недбайло и В. Ф. Маслов, профессора Л. Г. Гринберг, А. А. Иванов, А. А. Лиеде, В. С. Основин, старший помощник Генерального Прокурора СССР Г. Н. Александров, заместитель министра внутренних дел СССР, генерал-лейтенант К. И. Никитин и другие известные учёные и практики.
По состоянию на начало 2017 года в редакционную коллегию входили: М. В. Антонов, Л. И. Антонова, К. В. Арановский, С. В. Бахин, В. А. Белов, С. А. Белов, В. Н. Бурлаков, Г. А. Гаджиев, О. А. Городов, В. Г. Графский, О. А. Жаркова, А. Ю. Зезекало, В. С. Иваненко, А. В. Ильин, С. Д. Князев, И. Ю. Козлихин, В. А. Лопатин, Д. И. Луковская, В. В. Лукьянов, А. В. Малько, С. И. Максимов, Н. И. Малышева, А. В. Поляков, В. Ф. Попондопуло, В. С. Прохоров, Б. И. Пугинский, Н. В. Разуваев, Н. Ю. Рассказова, Р. Г. Креспи, У. Саймонс, Е. А. Суханов, Н. Н. Тарасов, Е. Б. Хохлов, И. Л. Честнов, Н. А. Шевелева, В. В. Ярков.

### Комментарии
1. ↑  В 1953—1955 годах выходил 8 раз в год. В 1956 году, вероятно, под влиянием XX съезда КПСС (см. ниже) вышло 10 номеров (Государство и право. РНБ. — карточка журн. Дата обращения: 7 апреля 2017. Архивировано 9 апреля 2017 года.).
2. ↑  По утверждению Ю. К. Толстого решение о выпуске журнала именно в Ленинграде было принято на созванном Минвузом межвузовском совещании, состоявшемся в конце 1957 года на юрфаке ЛГУ (Толстой, 1997, с. 3). Однако это совещание проходило в декабре (Королёв А. И. Межвузовское научное совещание «Сорок лет Советского государства и права и развитие правовой науки» // Сов. гос. и право. 1958. № 4. С. 137—142), тогда как издание «Правоведения» Ленинградским университетом было анонсировано в ноябрьском номере журнала «Советское государство и право» (1957. № 11. С. 4 обл.), подписанном в печать 17 октября 1957 года (с. 2). Вероятно, за давностью лет будущий академик спутал ленинградское совещание с другим, например с проводившимся тем же министерством на юрфаке МГУ в марте — апреле того же года (Павлов, 1957, с. 48; Грацианский П. С., Гробовенко Я. В. Социалистическая законность и задачи юридической науки // Вестник высшей школы. 1957. № 5. С. 66—68).
3. ↑  В другой версии, вероятно, точнее передающей смысл цитаты: «Юридическая наука начинается там, где она говорит законодателю: „нет“». Один из комментаторов предлагает называть это высказывание «максимой Шаргородского» (Бабаев М. М. М. Д. Шаргородский: важные мысли о прогнозировании в праве // Публичное и частное право. 2014. № 4. С. 169, 174—175).
4. ↑  В США, входящих в англосаксонскую правовую семью, судебное правотворчество традиционно является одним из основных, если не основным способом формирования системы права (см., напр.: Давид Р. Основные правовые системы современности. М.: Прогресс, 1988. С. 334—368; Богдановская И. Ю. Прецедентное право. М.: Наука, 1993. С. 181—198; Бёрнам У. Правовая система США. М.: Новая юстиция, 2006. 1216 с.). Вероятно, Липсон иронично намекал на критику, которой к тому времени уже 160 лет некоторые американские юристы подвергали полномочия по нуллификации принятых Конгрессом законов в случае противоречия их Конституции. Такие полномочия были присвоены Верховным судом США знаменитым решением по делу Marbury v. Madison (Черниловский З. М. От Маршалла до Уоррена. М. : Юрид. лит., 1982. С. 3—30; Егоров С. А. Конституционный надзор в современной политико-правовой теории США // Сов. гос. и право. 1991. № 4. С. 122—123; Голдобина З. Г. Активизм и оригинализм в деятельности Верховного суда и политико-правовой доктрине США // Российский юридический журнал. — 2006. — № 3. — С. 83).
5. ↑  Доли лидирующего по этим показателям теоретического журнала «Советское государство и право» составили 22 и 5 % соответственно.

### Сноски
1. ↑  Жишкина, 2008, с. 68.
2. ↑  Алексеев С. С., 1976, с. 20.
3. ↑  Юрид. журналы, 1978, с. 411.
4. ↑  Юрид. наука, 1984, с. 413.
5. 1 2  Соколов, 1988, с. 170.
6. ↑  Савицкая, 1965, с. 160.
7. ↑  Алексеев С. С., 1976, с. 20—21.
8. 1 2 3  Ратнер, 1958, с. 133.
9. ↑  Толстой, 1997, с. 3.
10. ↑  XX съезд КПСС и задачи …, 1956, с. 3.
11. ↑  Павлов, 1957, с. 47.
12. ↑  Пыжиков, 2002, с. 242.
13. ↑  Микоян, 1956, с. 326—327.
14. ↑  О собрании по итогам XX съезда КПСС…, 2002, с. 515
15. ↑  Совещание директоров вузов…, 1957, с. 46.
16. ↑  «Правоведению» — четверть века, 1983, с. 3.
17. ↑  Ратнер, 1958, с. 133—134.
18. ↑  Панов, 1958, с. 94.
19. ↑  Очерки по истории…, 1976, с. 100, 116—117.
20. ↑  Вед. Верх. Совета РСФСР. 1963. № 18. Ст. 317.
21. ↑  Lipson, 1985, p. 274—276.
22. ↑  Скрипилёв, 1992, с. 33.
23. ↑  Толстой, 1997, с. 4—5.
24. ↑  Толстой, 1997, с. 5.
25. ↑  Бастрыкин, 2016, с. 166.
26. ↑  Обсуждение работы журнала…, 1977, с. 149.
27. 1 2 3  «Правоведению» — четверть века, 1983, с. 6.
28. ↑  Соколов, 1988, с. 169—171.
29. ↑  Панов, 1958, с. 94—95.
30. ↑  Обсуждение работы журнала…, 1977, с. 149—150.
31. ↑  Ракитская, 1983, с. 132—133.
32. ↑  Содержание журнала… за 40 лет, 1997.
33. ↑  Карточка журнала на сайте РНБ, 2017.
34. ↑  Жишкина, 2008, с. 67.
35. 1 2  Журнал сегодня, 2017.
36. ↑  Очерки по истории…, 1976, с. 117, 225—226.
37. ↑  Федюнина, 2005, с. 163.
38. ↑  Федюнина, 2005, с. 164.
39. ↑  Організатор юридичної науки та освіти — доктор юридичних наук, професор, член-кореспондент Академії наук УРСР Василь Пилипович Маслов (укр.) // Право України. — 2010. — № 2. — С. 279. — ISSN 0132-1331.
40. ↑  Об утверждении состава…, 1967, с. 2.
41. ↑  Профиль журнала, 2017.

### Основная
- [Алексеев Н. С. «Правоведение» // Человек и закон. — 1974. — № 5. — С. 38—39.
- Обсуждение работы журнала «Правоведение» на коллегии Министерства высшего и среднего специального образования СССР // Правоведение. — 1977. — № 5. — С. 148—150.
- Очерки по истории юридических научных учреждений в СССР / В. М. Курицын и др. Отв. ред. В. М. Курицын, А. Ф. Шебанов. — М.: Наука, 1976. — 238 с. — 3100 экз.
- Панов В. Г. «Правоведение» // Вестник высшей школы. — 1958. — № 12. — С. 94—95.
- «Правоведению» — четверть века // Правоведение. — 1983. — № 1. — С. 3—11.
- Ракитская И. Ф. [«Круглый стол» о состоянии и перспективных задачах научной критики в журналах «Советское государство и право» и «Правоведение», г. Ленинград] // Сов. гос. и право. — 1983. — № 6. — С. 132—133. — ISSN 0132-0769.
- Ратнер Л. И. Новые юридические журналы в СССР // Сов. гос. и право. — 1958. — № 8. — С. 133—135.
- Толстой Ю. К. Журналу «Правоведение» — 40 лет // Правоведение. — 1997. — № 4. — С. 3—5.

### Дополнительная
- XX съезд КПСС и задачи советской правовой науки // Сов. гос. и право. — 1956. — № 2. — С. 3—14.
- Алексеев С. С. Введение в юридическую специальность. — М.: Юрид. лит., 1976. — 256 с. — 25 000 экз.
- Бастрыкин А. И. Николай Сергеевич Алексеев (1914—1992 гг.) // Lex Russica. — 2016. — № 4. — С. 162—168. — ISSN 1729-5920.
- Жишкина О. В. Зарождение и развитие российских юридических журналов // Науч. вестн. Омской акад. МВД России. — 2008. — № 1. — С. 64—68. — ISSN 1999-625X.
- Павлов И. В. О развитии советской правовой науки за сорок лет // Сов. гос. и право. — 1957. — № 11. — С. 30—49.
- Пыжиков А. В. Хрущёвская «оттепель». — М.: ОЛМА-Пресс, 2002. — 511 с. — (Серия «Архив»). — 5000 экз. — ISBN 5-224-03356-X.
- Савицкая А. Н. [Текст] // Новые гражданские и гражданские процессуальные кодексы союзных республик : Материалы науч. конф. (14—16 октября 1964 г.) / Юрид. комис. при Совете Министров СССР. Всесоюз. науч.-исслед. ин-т советского законодательства. — М. : Б. и., 1965. — С. 160—164. — 213 с. — 2700 экз.
- Скрипилёв Е. А. К разработке истории советского правоведения // Гос. и право. — 1992. — № 12. — С. 30—37. — ISSN 0132-0769.
- Совещание директоров вузов Министерства высшего образования СССР // Вестн. высш. шк. — 1957. — № 3. — С. 44—47.
- Соколов Н. Я. Профессиональное сознание юристов. — М.: Наука, 1988. — 224 с. — 5500 экз. — ISBN 5-02-012852-X.
- Федюнина С. М. Мультикультурализм в юридической периодике : по итогам контент-анализа // Вестн. Саратовского гос. социально-экон. ун-та. — 2005. — № 11. — С. 162—169. — ISSN 1994-5094.
- Юридическая наука // Юридический энциклопедический словарь / Гл. ред. А. Я. Сухарев. — М. : Сов. энцикл., 1984. — С. 412—413. — 415 с. — 150 000 экз.
- Юридические журналы / Е. А. Прянишников // Экслибрис — Яя. — М. : Советская энциклопедия, 1978. — С. 411. — (Большая советская энциклопедия : [в 30 т.] / гл. ред.  А. М. Прохоров ; 1969—1978, т. 30).
- Lipson Leon S. The Laws of Rule in the Soviet Union :  [англ.] // Yale J. Int. Law[англ.]. — 1985. — Vol. 11, no. 1. — P. 258—277. — ISSN 0889-7743. — Rev. op.: Ioffe, Olimpiad S. Soviet Law and Soviet Reality. Dordrecht : M. Nijhoff Publishers, 1985. [1], 229 p

### Документы
- Микоян А. И. [Речь] // XX съезд Коммунистической партии Советского Союза. 14—25 февраля 1956 г. : стеногр. отчёт. — М. : Госполитиздат, 1956. — Т. 1. — С. 301—328. — 500 000 экз.
- О собрании по итогам XX съезда КПСС в Институте права АН СССР. [19—20 марта 1956 г.] : Записка отдела науки и высших учебных заведений ЦК КПСС от 18 апреля 1956 г. / Подписали В. Кириллин, Ф. Калинычев // Доклад Н. С. Хрущёва о культе личности Сталина на XX съезде КПСС : Документы. — М. : РОССПЭН, 2002. — С. 513—516. — 912 с. — 1000 экз. — ISSN 5-8243-0342-8.
- Об утверждении состава редакционной коллегии журнала «Известия высших учебных заведений», раздел «Правоведение» : Приказ М-ва высш. и сред. специал. образования СССР от 17 окт. 1966 г. № 396 // Бюллетень Министерства высшего и среднего специального образования СССР. — 1967. — № 2. — С. 2.

### Указатели публикаций журнала
- Указатели публикаций за год размещаются в последнем номере года, охваченного указателем, либо в первом номере следующего года. Кроме того, к сорокалетнему юбилею в журнале опубликован указатель за весь предшествующий период.
- Содержание журнала «Правоведение» за 40 лет: 1957—1997 годы // Правоведение. — 1997.

- № 1. — С. 179—234. — Содерж.: 1957—1967 годы;
- № 2. — С. 180—250. — Содерж.: 1968—1977 годы;
- № 3. — С. 167—243. — Содерж.: 1978—1987 годы;
- № 4. — С. 186—230. — Содерж.: 1988—1997 годы.